# .uk
.uk este un domeniu de internet de nivel superior, pentru Regatul Unit (ccTLD).